# أحمد غريب
أحمد غريب هي قرية في مقاطعة بيرانشهر، إيران. يقدر عدد سكانها بـ 116 نسمة بحسب إحصاء 2016.